# The Bourne Ultimatum
The Bourne Ultimatum (titulada El ultimátum de Bourne en España y Bourne: El ultimátum en Hispanoamérica) es una película de espías estadounidense del año 2007 dirigida por Paul Greengrass y protagonizada por Matt Damon, Julia Stiles, David Strathairn y Joan Allen. La película ganó tres premios Oscar en el 2007: mejor montaje, mejor sonido, y mejor edición de sonido. Ha sido la película más taquillera de toda la saga. Es el top 83 de las 100 mejores películas de acción de todos los tiempos por GQ.

## Argumento
Después de los eventos de The Bourne Supremacy, herido de un disparo por el agente ruso Kirill, Bourne sigue eludiendo a la policía de Moscú. Acorralado por dos funcionarios, mientras irrumpe en una clínica para curar sus heridas, Bourne pelea con uno de ellos dentro de la clínica, golpeándolo, mientras el otro mira ya que se encuentra desarmado; el policía le ruega que no lo mate mientras que Bourne le apunta, y dice en ruso mientras escapa: "Mi problema no es contigo".
Seis semanas más tarde Pamela Landy escucha con sus compañeros en la oficina de Ezra Kramer la confesión de Ward Abbot después de que Bourne lo atacara y causara que se suicidara. Después Simon Ross, un corresponsal del periódico The Guardian, se reúne con alguien en Turín para obtener información de Treadstone. Bourne va a París a contar la muerte de Marie al hermano de esta, Martin. Y luego se dirige a Londres. Bourne más tarde lee un artículo de The Guardian acerca de Treadstone y "Operación Blackbriar", escrito por Ross. A continuación, quedan para hablar en Londres, en la entrada sur de la Estación de Waterloo. Ross, sin embargo, está bajo vigilancia, porque al pronunciar la palabra "Blackbriar" en una llamada telefónica, fue localizado por el rastreador ECHELON alertando al jefe de sección de "lucha contra el terrorismo" en Nueva York, Noah Vosen. Se intenta conseguir toda la información sobre Ross, en la creencia de que la Operación Blackbriar se ha visto comprometida.
Después de recibir una llamada de Bourne, Ross toma un taxi hasta la estación de Waterloo. En la estación, Bourne logra introducir un teléfono prepago en el saco de Ross, al cual él le llama y le da instrucciones para lograr que los agentes perdieran su rastro dentro de la estación ya que venían tras de él, mientras que Bourne le da instrucciones a Ross para llevarlo a un lugar seguro y lograr esquivar las cámaras de vigilancia. Vosen le da órdenes a uno de sus Agentes (Paz), para matar a Ross y a su fuente. Vosen identifica a Bourne en una cámara de seguridad y lo reconoce como el asesino original de Treadstone, y asume que es la fuente de Ross. Mientras que Paz se encuentra en posición con un rifle de francotirador, Bourne le dice a Ross que permanezca oculto, pero Ross entra en pánico y sale a la luz, lo que permite que Paz lo mate de un disparo certero. En el caos, Bourne coge los documentos que llevaba Ross y los observa, revelando sus conexiones con Neil Daniels, el jefe de la sucursal de la CIA de Madrid.
El Director le pide a Pamela Landy para que ayude en la operación y ayude a la captura de Bourne. Con la ayuda de Landy, Vosen y su equipo llegan a la conclusión de que Neil Daniels es la fuente de Ross. Envían un grupo de agentes a la oficina de Daniels en Madrid, pero Bourne llega primero. Allí encuentra una fotografía de rostros familiares y empieza a recordar a esas personas en el lugar donde estaba siendo entrenado para ser parte de la CIA. Luego reacciona y mira por la pantalla de una cámara de seguridad la llegada del equipo enviado por Vosen. Inmediatamente asegura el lugar, ellos entran y se fijan que la alarma está desactivada y sospechan que Bourne tiene que ver en esto. La caja fuerte está abierta y desorganizada. Vosen autoriza el rastreo del pasaporte de Daniels para saber a dónde se dirige. Bourne tiene un enfrentamiento con los agentes que se encontraban requisando el apartamento y logra detenerlos, pero otra persona entra al edificio repentinamente. Nicky Parsons (Julia Stiles) entra al apartamento y se encuentra con Bourne, suena el teléfono y Bourne le indica a Nicky que lo conteste. Habla con Vosen y Landy y le indican que llegarán refuerzos de la CIA, pero Nicky ayuda a escapar a Bourne, y le cuenta que Daniels giró dinero a Tánger. Entonces Nicky y Bourne emprenden un viaje en barco a Tánger.
Mientras que Daniels pasa por el control de inmigración de Tánger, se genera una alarma automática en el sistema de la CIA, logran obtener su ubicación y además el hotel donde se hospedará. Daniels tiene un problema, y es que el banco no le desembolsa el dinero que transfirió desde España. La demora se debe a que Vosen dio la orden que detuvieran su transferencia para así tener tiempo de enviar un equipo por él. Nicky y Bourne también llegan a la ciudad y buscan un lugar donde hospedarse. Desde ahí, logran ingresar al sistema de la CIA a través de la identificación de Nicky y averiguar a qué agente enviaron para asesinar a Daniels. Su nombre es Desh, quien ya había recibido las instrucciones con la ruta que tomaría Daniels para así poder asesinarlo. Entonces Nicky le envía un mensaje diciéndole que tiene nuevas instrucciones para él, dándole la dirección de un punto de encuentro para entregarle un nuevo teléfono móvil, esto con el fin de que Bourne lo siguiera y pudiera llegar a Daniels y detenerlo antes de que lo mataran, pero en el centro de operaciones detectan una fuga de información que rompe el protocolo de la operación y rastrean que la persona que hizo la consulta fue Nicky Parsons. Vosen da la orden de que Desh continúe y de que luego de matar a Daniels, asesine a Nicky y a Bourne, ya que él presume que Nicky debe estar con Bourne.
Cuando Desh recibe la nueva información, mira a través del espejo de su moto y ve a Bourne, pero sigue para ponerse en posición para lanzar los explosivos que harán estallar el auto donde irá Daniels. Daniels recibe una llamada en su habitación donde le informan que su dinero ha llegado y puede ir a recogerlo al banco. En ese instante sale en su auto hacia el banco, y en el camino Bourne lo detiene atravesándose, pero es muy tarde, ya que Desh había dejado a un lado de la calle su moto con explosivos que hizo detonar (con un engaño a Bourne) cuando el auto de Daniels estaba justo al frente. El lugar se estremeció con la explosión y había caos y confusión entre los transeúntes. Bourne cayó inconsciente pero reaccionó de inmediato y se puso en pie, para lograr perseguir a Desh, pero las personas del lugar lo acusan a él como responsable del atentado y la policía lo persigue, mientras que Nicky, sentada en el lugar donde se encontró con Desh, no sabe lo que ocurre, así que abandona el lugar dejando una pista para que Bourne sepa su ubicación. Sin embargo, Desh va tras ella. Bourne logra seguir la pista, pero la policía no se detiene persiguiéndolo, y se mezcla entre la multitud del mercado, para lograr evadirlos, pero es inútil, así que no tiene más opción que ingresar a un edificio de apartamentos para huir por las azoteas de los demás edificios vecinos. Es así que desde arriba de un edificio logra ver a Nicky tratando de huir de Desh. Cuando se logran encontrar los tres en un edificio, Bourne y Desh tienen una lucha mano a mano, en la cual Bourne logra dejarlo aniquilado en uno de los baños.
Bourne junto con Nicky, se retiran del lugar y envían el reporte a través del celular de Desh de que los dos objetivos han sido eliminados, pero Vosen no está conforme con ese reporte así que le pide al jefe de Rabat que confirme las muertes y recupere los cuerpos para estar seguros. Bourne viaja a Nueva York. Landy recibe una llamada telefónica de Bourne, que es interceptada por Vosen. Landy le dice que su nombre real es David Webb y le da una fecha de nacimiento que contradice la que ella le dio en la película anterior: "04/15/71". Bourne le dice a Landy que "descanse un poco" porque "se ve cansada", avisándole de su presencia en Nueva York. Vosen intercepta un texto de Bourne para Landy, al parecer de un lugar para reunirse y sale de su oficina con un equipo completo. Bourne sin embargo espera que todos ellos se vayan, entra a la oficina de Vosen y se lleva documentos clasificados de Blackbriar. Al darse cuenta de que ha sido engañado, Vosen envía a Paz tras Bourne, lo que resulta en que Paz fuerce el coche de Bourne para que choque contra una barrera de concreto. Bourne apunta a Paz con su pistola, pero le perdona la vida. 
Bourne llega a un hospital, en el número 415 de la calle 71, después de haber descubierto el mensaje codificado de Landy. En el exterior, Bourne se reúne con Landy y le da los archivos de Blackbriar antes de entrar. Vosen también se da cuenta del código de Landy y advierte al Dr. Albert Hirsch (Albert Finney), quien dirigió el programa de modificación de conducta de Treadstone, que Bourne está llegando. Sigue a Landy en el interior del edificio, pero es demasiado tarde para que deje de enviar los documentos de Blackbriar por fax. Mientras tanto, Bourne se enfrenta a Hirsch en un piso superior y recuerda que él se ofreció voluntariamente para Treadstone. En cuanto Bourne huye al techo, se enfrenta a Paz, que le pregunta: "¿Por qué no me disparaste?". Bourne repite las últimas palabras de El Profesor: "Míranos. Mira lo que te obligan a dar". Paz baja su arma, pero Vosen aparece y dispara a Bourne a medida que éste salta al río Este. 
Algún tiempo después, Parsons observa una emisión de noticias sobre la exposición de la Operación Blackbriar, las detenciones de Hirsch y Vosen, una investigación criminal contra Kramer, y el paradero de David Webb, también conocido como Jason Bourne. Al enterarse de que su cuerpo no ha sido encontrado, después de una búsqueda de tres días en el río, Parsons sonríe. Bourne es mostrado nadando en la distancia en el Río Este.

## Personajes
- Matt Damon es Jason Bourne.
- Julia Stiles es Nicolette Parsons "Nicky".
- David Strathairn es Noah Volsen.
- Joan Allen es Pamela Landy.
- Paddy Considine es Simon Ross.
- Albert Finney es Dr. Albert Hirsch.
- Scott Glenn es Ezra Kramer.
- Colin Stinton es Neal Daniels.
- Joey Ansah es Desh Bouksani.
- Edgar Ramírez es Paz.
- Tom Gallop es Tom Cronin.
- Corey Johnson es Wills.
- Daniel Brühl es Martin Kreutz.

## Rodaje
The Bourne Ultimatum fue filmada en Pinewood Studios cerca de Londres y en múltiples lugares alrededor del mundo, incluyendo Tánger, Londres, París, Madrid (como la propia ciudad y doble de Turín), Berlín (como doble de Moscú), la ciudad de Nueva York, incluida el Edificio Springs Mills (como las oficinas de la CIA de cubierta profunda) y otros lugares en los EE. UU.
The Bourne Ultimatum también fue rodada en diversas localizaciones de Madrid a lo largo de la primera semana de mayo de 2007, y más concretamente entre los días 2 al 6 de dicho mes.

## Premios
El film ganó 3 premios Óscar, además de otros 15 premios, entre los que destacan los premios BAFTA y Empire (mejor película) británicos, y fue nominada en otras 25 ocasiones en diversos certámenes y categorías siendo la de sonido la más destacada.

### Premios Óscar
- 2008: Al mejor montaje.
- 2008: Al mejor sonido.
- 2008: A la mejor edición de sonido.

### PremiosBAFTAbritánicos
- 2008: A la mejor edición:
  - Christopher Rouse
- 2008: Al mejor sonido: 
  - Kirk Francis
  - Scott Millan
  - David Parker
  - Karen M. Baker
  - Per Hallberg